# ホシツリモ
ホシツリモ (星吊藻) (学名：Nitellopsis obtusa) は、シャジクモ目に分類される藻類の1種。星状のむかご (星状体) を付けるためこの名がある。日本では一時期、野生状態のものは絶滅したと考えられていたが、その後再発見され、2019年現在では環境省レッドリストの絶滅危惧I類に指定されている。

## 特徴
藻体は大型で、長さ 2.5 m に達することもある。主軸は太く、直径 1 mm ほどある。主軸にも小枝にも皮層を欠く。主軸節部は托葉を欠くが、節部細胞が大きく肥大化していることがある。主軸節間部は小枝の 1〜1.5 倍長あり、節間細胞はときに長さ 20 cm に達する。各小枝は2〜3節からなり、節部には長い苞が1〜2個つく (そのため小枝が分枝しているように見える)。
雌雄異株。造精器は節部に単生または双生し、直径 1,000 µmに達し、鮮赤色。生卵器も節部に単生または双生し、1,200〜1,400 x 1,000〜1,200 µm。らせんは9本見られる。小冠は小さく (65 x 150 µm) 脱落しやすい。卵胞子はほぼ球形で 770 x 600 µm ほどであり、黄褐色、らせん縁は7本。
藻体下部の節に、白色、星形のむかご (星状体) を形成する (「星吊藻」の名の由来)。ホシツリモは上記の有性生殖器をまれにしか形成せず、基本的に星状体による無性生殖を行っていると考えられている。
一見、フラスコモ属 (Nitella) に似るが、小枝が分枝しないことや星状体を付けることで区別できる。

## 分布と生態

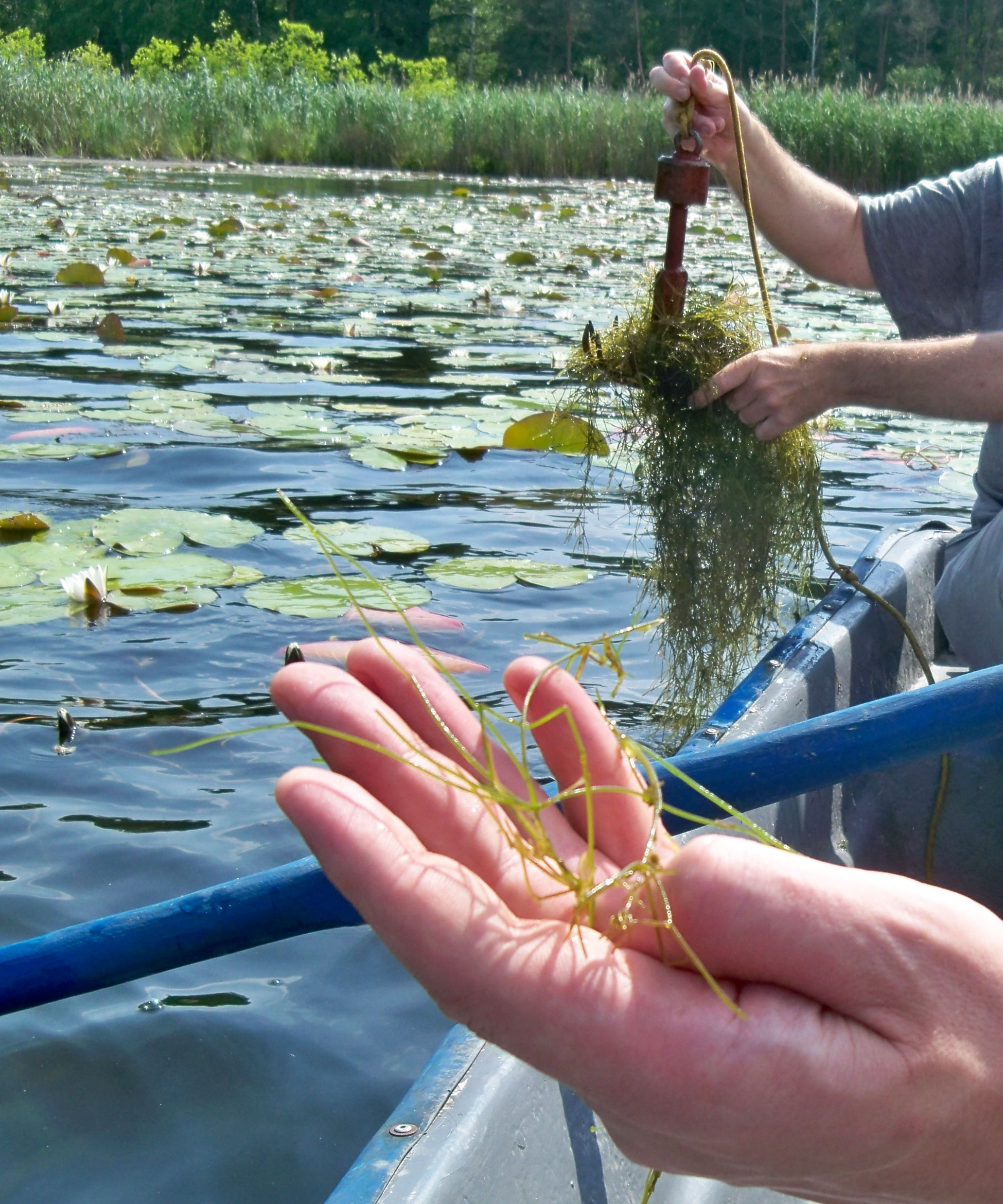
採集されたホシツリモ.

ヨーロッパから南アジア、東アジアまでユーラシアに広く自生するが (タイプ産地はフランス)、1970年代、おそらく船のバラスト水によって北米 (五大湖地域) に侵入し、外来種として大増殖している。淡水から汽水の湖沼に生育し、比較的深い水深に分布する。
日本においては、1960年代頃までは、印旛沼、芦ノ湖、河口湖、野尻湖でホシツリモが生育していたが、富栄養化、護岸工事、外来水草の増加や草食魚度導入などによってホシツリモを含むシャジクモ類は急速に減少した。1980年代、野尻湖ではソウギョの導入によってシャジクモ類は絶滅し、ホシツリモも野生絶滅種とされた (研究用の培養株は維持されていた)。その後、河口湖や琵琶湖で生育が確認され、野生絶滅種から絶滅危惧I類に変更されたが、いずれにしても危険な状態にある。野尻湖では生育環境復元、ホシツリモの再導入の試みが行われている。
前述のように、2019年現在、環境省レッドリストでは絶滅危惧I類に指定されている。